# Domaine Leflaive
Domaine Leflaive ist eines der bekanntesten Weingüter des Burgund. Das Gut befindet sich in der Gemeinde Puligny-Montrachet in der Côte de Beaune.  Die Weißweine der Domaine sind weltweit gesucht. Das Weingut verfügt allein in den Grand-Cru-Lagen um Puligny über 5,1 Hektar.
Ein Puligny-Montrachet Premier Cru Les Pucelles wurde anlässlich der Weinjury von Paris präsentiert. 

## Geschichte
Der Name Leflaive lässt sich bis in das 16. Jahrhundert im Burgund zurückverfolgen. Erste Belege über den Weinbau liegen aus dem Jahr 1717 vor und der damalige Eigner war Claude Leflaive. Das Weingut entwickelte sich gut, aber durch die im Burgund übliche Erbfolge wurde das Gut im Laufe der Zeit weitestgehend zerschlagen.
Joseph Leflaive (1870–1953) erbte schließlich lediglich 2 Hektar. Anfangs kümmerte er sich kaum um den Weinbau und verfolgte eine Karriere im Schiffsbau. In Saint-Étienne wurde er Werksleiter und war ebenfalls am Bau des ersten Unterseeboots Frankreichs beteiligt. Leflaive beobachtete jedoch den Weinmarkt im Burgund aufmerksam und kaufte ab dem Jahr 1905 freiwerdende Rebparzellen, die durch die Reblauskatastrophe und die nachfolgenden Pilzkrankheiten (Echter Mehltau, Falscher Mehltau) zu sehr niedrigen Preisen veräußert wurden. Insgesamt vergrößerte Joseph sein Weingut auf 25 Hektar.
Im Jahr 1920 startete Joseph Leflaive ein breit angelegtes Programm mit auf Unterlagsreben gepfropften Edelreben. Zudem begann er mit der Selbstvermarktung seiner Weine, die er bislang an den lokalen Handel veräußerte. Nach dem Tod von Joseph Leflaive im Jahr 1953 wurde die Domaine Leflaive von seinen Söhnen Vincent Leflaive und Jo Leflaive geleitet. Die Brüder zeichneten für den Weg an die Spitze der Güter an der Côte de Beaune verantwortlich. Im Jahr 1973 wurde das Weingut in eine Gesellschaft umgewandelt, um einer Zersplitterung durch Erbschaft entgegenzuwirken. Die Familie ist derweil Eigner der Betreibergesellschaft.
Im Jahr 1990 übernahm die Tochter von Vincent, Anne-Claude Leflaive (1956–2015), sowie ihr Cousin Olivier Leflaive die Leitung des Guts. Da Olivier auch ein Weinhandelshaus leitet, übernahm Anne-Claude nach einer Entscheidung des Familienrats die Leitung des Tagesgeschäfts der Domaine Leflaive. Seit 1997 werden die Produkte nach den Regeln der Biologisch-dynamischen Landwirtschaft erzeugt.

## Die Weinlagen
Domaine Leflaive produziert Weißweine aus folgenden Weinlagen:
- Grand-Cru-Lagen:
  - Montrachet: 0,0821 Hektar
  - Chevalier-Montrachet: 1,99 Hektar
  - Bâtard-Montrachet: 1,91 Hektar
  - Bienvenues-Bâtard-Montrachet: etwas mehr als 1,15 Hektar
- Premier-Cru-Lagen:
  - In Puligny-Montrachet: Les Pucelles, Folatières, Les Combettes und Le Clavoillon
  - In Meursault: sous le Dos d'Âne
- Village-Weine:
  - In Puligny-Montrachet, insgesamt 7 Gemarkungen (im Burgund climat genannt) mit einer Gesamtfläche von 4,64 Hektar
- Regionale Appellation (als Bourgogne blanc vermarktet), 2 Parzellen mit 3,24 Hektar Rebfläche